# 毒素

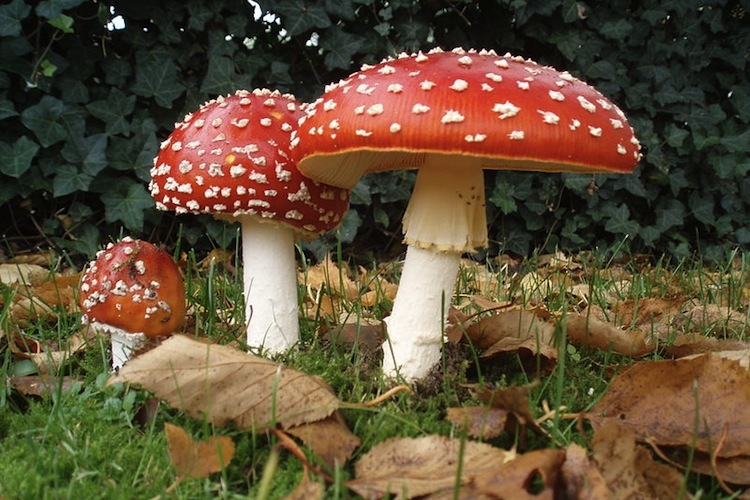
毒蝇伞（Amanita muscaria）蘑菇是一种标志性的有毒蘑菇

毒素（英語：Toxin），是由活细胞或各类生物（包括细菌、植物和动物等）在生长代谢活动过程中所产生对另一种生物体有毒性的天然毒物，包括内毒素和外毒素。它们主要以蛋白质的形式出现，通常是复合蛋白质，也可以是小分子、肽。其机制是干扰别种生物体中某些大分子的生理作用。當生物組織接觸或吸收毒素後，與生物的大分子（如酶或細胞受體）發生相互作用，进而引起疾病。不同毒素的毒性差異很大，從通常较小（例如來自蜂類的螫針) 到即使极低剂量也可能致命（如肉毒桿菌毒素）不等。毒素主要是次級代謝產物，屬於有機化合物，與生物體的生長、發育、或繁殖並無關係，而常與防禦的機能有關。毒素並不包括人工合成的殺生物劑。
该术语“toxin”最早由有機化學家路德维希·布里格所採用。毒素“toxin”该词源自毒性“toxic”（有毒的，能引起中毒之意）。

## 名稱用法
毒素是毒剂（toxicant）的一个子集。当毒物是异型生物质或是人工合成的时，更倾向于使用毒剂这一术语。
毒素通常以其產生的方式而與其他化學製劑有分別 — “毒素”這個名詞並未具體表達出傳遞的方式（與也會對於生物體造成干擾的毒液，和更廣義的毒物這兩種物質相比較），毒素只表達是種由生物所產生的毒物。
根據紅十字國際委員會對《禁止生物武器公約》的審查報告中提出，“毒素是有機體產生的有毒產物；與生物製劑不同，它們是無生命物體，無法自我繁殖”，“自公約簽署以來，參與簽署的團體們對於生物製劑或是毒素的定義並無爭議”。
根據美國法典第18章，“……”毒素“這個名詞是指植物、動物、微生物（包括但不限於細菌、病毒、真菌、立克次體、或是原生動物）的有毒物質或是產物，或者是感染性物質，或是重組DNA或合成分子，無論其來源和產生的方式......“
對於毒素，有種相當非正式的名詞，牽涉到它們能造成最深影響的生理部位：
- 血毒素（英语：Hemotoxin），導致紅血球受到破壞（溶血反應）
- 光毒素（英语：Phototoxin），導致危險的感光性發生

從更廣大的範圍來看，毒素可分為外毒素（由生物體排泄而來），或是內毒素（主要是細菌裂解時所釋放的毒素）。

## 生物毒素
“生物毒素”有時用來明確指出係源自生物。生物毒素可作進一步分類，例如分為真菌毒素、微生物毒素、植物毒素、或動物生物毒素。
微生物所產生的毒素是重要的毒力決定因素，用來衡量微生物的致病性和/或避開宿主免疫反應的程度.
不同生物毒素的作用和機制差異甚大，有的高度複雜（芋螺科的毒液含有數十種小蛋白質，每個都會對特定的神經通道或受體發生作用），也有是相對小的蛋白質。
自然界存在的生物毒素有兩種主要功能：
- 捕食用，如蜘蛛、蛇、蝎子、水母、和黃蜂
- 防禦用，如蜂類、螞蟻、白蟻、蜜蜂、黃蜂、和毒箭蛙

一些更為知名的生物毒素類型有：
- 藍藻所產生的藍藻毒素
- 雙鞭毛蟲所產生的甲藻毒素（英语：Dinotoxin）
- 由艱難梭菌或是葡萄球菌產生的Necrotoxin毒素，[11]會導致細胞壞死（即為死亡）[12]
  - 棕色遁蛛（也稱為提琴背蜘蛛）
  - 多數響尾蛇和蝰蛇會產生磷脂酶和各種胰蛋白酶般的絲氨酸蛋白酶毒素
  - 鼓腹噝蝰
  - 由成孔毒素（英语：pore forming toxin）造成的壞死性筋膜炎（由“肉食性”化膿性鏈球菌所引起）
- 神經毒素主要是對動物的神經系統產生影響。這類毒素通常會破壞離子通道的電導。會產生神經毒素的生物體有：
  - 多數蝎子
  - 立方水母
  - 眼鏡蛇
  - 芋螺
  - 藍圈章魚
  - 毒魚
  - 蛙類
  - 盤花沙群海葵
  - 不同類型的藻類、藍藻、和雙鞭毛蟲
- 肌肉毒素（英语：Myotoxin）是種存在蛇和蜥蜴毒液中的基本型肽，它們通過非酶受體的機制而造成肌肉組織損傷。擁有這類毒素的生物體有：
  - 響尾蛇
  - 墨西哥毒蜥
- 細胞毒素會造成細胞中毒，無論是透過一般方式，或是僅對某些特定類型的活細胞發生作用：
  - 蓖麻毒蛋白，存在蓖麻子中
  - 蜂毒，由蜜蜂產生
  - T-2黴菌毒素（英语：T-2 mycotoxin），存在某些有毒蕈類中
  - 中華眼鏡蛇蛇毒中的心臟毒素 III（英语：Cardiotoxin III）

### 生物毒素作為生物武器
許多動物和昆蟲使用毒素達到捕食或是防禦的目的。我們必須知道，即使少量毒素也能導致疾病，造成數以千計的人死亡。由於恐怖分子有機會得到各式的毒素作為武器使用。容許恐怖分子使用毒素做武器使用會產生重大危機。我們應該對生物戰要有更多的了解，以及知道在這類情況之下如何保護自己。 

## 環境毒素
“環境毒素”這個名詞有時就明確的包括有合成的污染物，例如工業污染物和其他人工製造的毒性物質。由於這與多數的“毒素”正式定義相矛盾，因此當遇到研究人員提出的是微生物之外的內容時，必須要確定他們所指為何。
食物鏈中的環境毒素，可能會危害到人類健康的有：
- 麻痺性貝毒中毒(PSP) [17][18][19]
- 失憶性貝類中毒（英语：Amnesic shellfish poisoning）(ASP)[20][21]
- 腹瀉性貝毒中毒（英语：Diarrheal shellfish poisoning） (DSP)[22][23]
- 神經毒性貝毒中毒（英语：Neurotoxic shellfish poisoning） (NSP) [24][25][26]

## 搜尋毒素資訊
一般來說，當科學家確定某些物質在達到一定數量時會對人類、動物、和/或環境有害時，他們會確定達到觸發影響的數量，並訂立出安全水準。歐盟食品安全署根據1,600種科學意見對4,000多種物質進行風險評估，並把針對人類健康、動物健康、和生態危害評估的摘要放在資料庫：OpenFoodTox之中提供公眾搜尋。使用這個OpenFoodTox資料庫，可用來評估新推出食物中可能存在的毒性。
目前已有許多搜索環境健康地圖的工具。像TOXMAP是美國國家醫學圖書館（NLM）轄下的專業信息服務部門所掌管的地理信息系統（GIS），這個系統透過美國地圖來幫助用戶直觀瀏覽由美國國家環境保護局（EPA）有毒物質釋放資料和超級基金計劃（對於放置有毒物質地點的監控以及清理的機構）的數據。TOXMAP的經費來自美國聯邦政府，而化學和環境健康的資訊來自NLM的毒理學數據網絡（TOXNET）、搜索引擎PubMed、以及其他權威性的來源。

## 名稱遭濫用問題
在庸醫和替代醫學的文字和用語中，任何聲稱會危害健康的物質均被冠上“毒素”的名稱。這可能包括微量的農藥，也可能是人體內腸道發酵所產生的有害物（被建議採用清洗結腸方式排除），還有食品成分，如白糖、味精(MSG)、和阿斯巴甜。
使用紅外線桑拿、飲食管理、脊椎按摩療法當作排毒（簡寫為detox）的手段，通常被指為是種營銷的技巧（稱為排毒招數，toxin gambit）），用來嚇唬公眾，讓他們尋求號稱具有療效的方法。這樣做對消費者在經濟上和身體上並沒益處。哈佛醫學院神經學教授史蒂文·諾維拉在他名為“市面上的排毒是毫無價值的詐術，且有潛在風險”的文章中說，只要人們有健康的腎臟和肝臟，就足以應付排毒的事。

## 外部連結
- T3DB：毒素靶标数据库 （页面存档备份，存于）
- ATDB：动物毒素数据库
- 毒理学会 （页面存档备份，存于）
- 《有毒动物和毒素（包括热带疾病）杂志》 （页面存档备份，存于）
- ToxSeek：毒理学和环境健康领域的元搜索引擎
- 模型和生态毒理学网站 （页面存档备份，存于）